# Dimitry Mosa
Dmitri Mositsjoek (Russisch: Дмитрий Мосичук; Doedinka, 1978), in Nederland vooral bekend onder de naam Dimitry Mosa, is een Russische zanger, woonachtig in Nederland. 

## Biografie
Mositsjoek werd geboren in de Russische stad Doedinka, in het noorden van Siberië. Op vijfjarige leeftijd verhuisde hij naar het oosten van Oekraïne om bij zijn oma te gaan wonen. Zij liet hem knoppenaccordeon spelen. Later spitste zich hierop toe tijdens zijn middelbare en hogere opleiding. Aanvankelijk werkte hij als muziekdocent op de Hogere School voor Cultuur in Donetsk, waar hij ook studeerde. Daarnaast was hij als muzikant en solist werkzaam bij het folkloristisch ensemble Ozornie Naigrisji, waarmee hij door heel Europa reisde. Zo kwam hij terecht in Nederland in 2003 en besloot om naar Eindhoven te verhuizen. Om rond te komen in Nederland werkte Mositsjoek in eerste instantie als elektricien, later ook als receptionist in een ziekenhuis.
In 2005 verkreeg Mositsjoek bekendheid door het winnen van een talentenjacht. Paul de Leeuw, die de presentatie van de talentenjacht op zich op nam, nodigde hem later uit om meerdere malen te gast te zijn in zijn televisieprogramma Mooi! Weer De Leeuw. Met de combinatie van zijn jeugdige uiterlijk, zijn bontmuts, kleine postuur (1,62 m) en zijn heldere hoge stemgeluid is hij een opvallende verschijning.
In april 2010 kwam Mositsjoek's eerste Nederlandstalige single uit, getiteld Als ik de Wolga zie. Hierin zingt hij over zijn liefde voor zijn thuisland Rusland. Op 12 mei 2010 is hij hiermee te horen in het ochtendprogramma van Giel Beelen op 3FM.
In het voorjaar van 2012 doet Mositsjoek mee aan het derde seizoen van Holland's Got Talent op RTL 4. Voor zijn deelname werkte hij in een snackbar in Eindhoven. Tijdens de eerste uitzending van de auditierondes op 30 maart was te zien hoe hij met het nummer Kalinka doorging naar de volgende ronde. In de uitzending van 27 april werd Mositsjoek gekozen als een van de acts die door mogen gaan naar de liveshows. In de eerste liveshow (en tevens halve finale) op 4 mei zong hij het nummer Zwarte ogen. Hij zat echter niet bij de twee acts van die avond die doorgaan naar de finale.
Op 22 mei 2012 kwam de EK Polka uit, een moderne versie van het Pools-Oekraïense volksliedje Hej, sokoły ter ere van het Europees kampioenschap voetbal 2012, dat gehouden werd in Polen en Oekraïne. Het nummer werd opgepikt door Snackfabrikant Mora die het liedje gebruikte in hun radiocommercial die te horen is rond het EK voetbal.
Hierna keerde Mositsjoek terug de vergetelheid in en sleet zijn dagen opnieuw als elektricien. Doordat hij de muziek miste, besloot hij zich in 2019 opnieuw aan te melden voor een talentenjacht, echter ditmaal in Rusland. Mositsjoek deed auditie bij Golos, de Russische versie van The Voice. Tijdens zijn auditie zong hij Vzroslie dotsjeri. Geen van de coaches draaide uiteindelijk voor hem.